# Cuesta Alta
Cuesta Alta är en ort i Mexiko.   Den ligger i kommunen El Fuerte och delstaten Sinaloa, i den västra delen av landet, 1 200 km nordväst om huvudstaden Mexico City. Cuesta Alta ligger 61 meter över havet och antalet invånare är 396.
Terrängen runt Cuesta Alta är platt. Runt Cuesta Alta är det ganska glesbefolkat, med 23 invånare per kvadratkilometer. Närmaste större samhälle är El Fuerte de Montes Claros, 16,6 km nordost om Cuesta Alta. Omgivningarna runt Cuesta Alta är en mosaik av jordbruksmark och naturlig växtlighet.